# Освіта в Сіверськодонецьку
Сіверськодонецьк має розвинену систему освітніх закладів, яка складається з 18 загальноосвітніх шкіл, багатопрофільного ліцею, спеціалізованої школи-колегіуму, гуманітарно-естетичної гімназії заклади середньо-спеціальної та вищої освіти.

## Середня освіта
Перша школа у селищі Лисхімбуд (нині м. Сіверськодонецьк) відкрилася 1 вересня 1935 року. Спочатку це була лише початкова школа, проте вже з 1936 року вона стала семирічною. У 1938 році в ній навчалося 600 дітей вдень та 250 дорослих ввечері. Перша школа розташовувалася на місці теперішньої загальноосвітньої школи №2.
В часи Другої світової війни нацисти розмістили у школі стайню. Після визволення міста у 1943 році, вже у вересні у єдиному відремонтованому класі за парти сіли 17 чоловік. В 1945 році в школі вже навчалося 500 чоловік. Наступного року відновлюється навчання у вечірній школі. Крім школи середню освіту можна було отримати заочно у спеціальних пунктах на виробництвах.
| Номер та назва школи                      | Рік заснування | Розташування                      | Фото | Короткі відомості та інтернет посилання                                             |  |
| Загальноосвітня школа №1                  | 1954           | просп. Хіміків, 7                 |      | Школа №1                                                                            |  |
| Гімназія "Гармонія"                       | 1972           | вул. Юності, 1                    |      | Гімназія "Гармонія"                                                                 |  |
| Спеціалізована школа-колегіум             | 1950           | вул. Гоголя, 37                   |      | Спеціалізована школа-колегіум національноо універсітету "Києво-Моилянська академія" |  |
| Загальноосвітня школа №4                  | 1971           | вул. Богдана Хмельницького, 90    |      | Школа №4                                                                            |  |
| Загальноосвітня школа №5                  | 1962           | просп. Хіміків, 18                |      | Школа №5                                                                            |  |
| Загальноосвітня школа №6                  | 1970           | вул. Миколи Леонтовича, 9         |      | Школа №6                                                                            |  |
| Гімназія №7                               | 1963           | с-ще. Сиротине, вул. Шкільна, 32  |      | Гімназія №7                                                                         |  |
| Загальноосвітня школа №8                  | 1979           | вул. Дмитра Сірика, 10            |      | Школа №8                                                                            |  |
| Гуманітарно-естетична гімназія            |                | вул. Науки, 5а                    |      |                                                                                     |  |
| Загальноосвітня школа №10                 |                | бул. Незалежності України, 47     |      |                                                                                     |  |
| Загальноосвітня школа №11                 | 1964           | просп. Гвардійський, 25           |      | Школа №11                                                                           |  |
| Загальноосвітня школа №12                 |                | просп. Гвардійський, 9            |      |                                                                                     |  |
| Загальноосвітня школа №13                 | 1967           | вул. Миколи Леонтовича, 19        |      | Школа №13                                                                           |  |
| Загальноосвітня школа №14                 | 1977           | вул. Богдана Хмельницького, 111   |      | Школа №14                                                                           |  |
| Загальноосвітня школа №15                 |                | вул. Федоренка, 39                |      | Школа №15                                                                           |  |
| Загальноосвітня школа №16                 | 1974           | вул. Богдана Хмельницького, 97    |      | Школа №16                                                                           |  |
| Багатопрофільний ліцей                    | 1997           | вул. Богдана Хмельницького, 97    |      |                                                                                     |  |
| Загальноосвітня школа №17                 | 1975           | вул. Князя Володимира, 34         |      | Спеціалізована середня школа №17 з поглибленим вивченням іноземних мов              |  |
| Загальноосвітня школа №18                 | 1989           | вул. Князя Володимира, 27б        |      |                                                                                     |  |
| Загальноосвітня школа №19                 |                | с-ще. Борівське, вул. Шкільна, 27 |      |                                                                                     |  |
| Загальноосвітня школа №20                 | 1991           | вул. Богдана Хмельницького, 113   |      | Школа №20                                                                           |  |
| Сіверськодонецька обласна санаторна школа |                | вул. Донецька, 1                  |      | Обласна санаторна школа                                                             |  |